# Narodnyj Dim we Lwowie

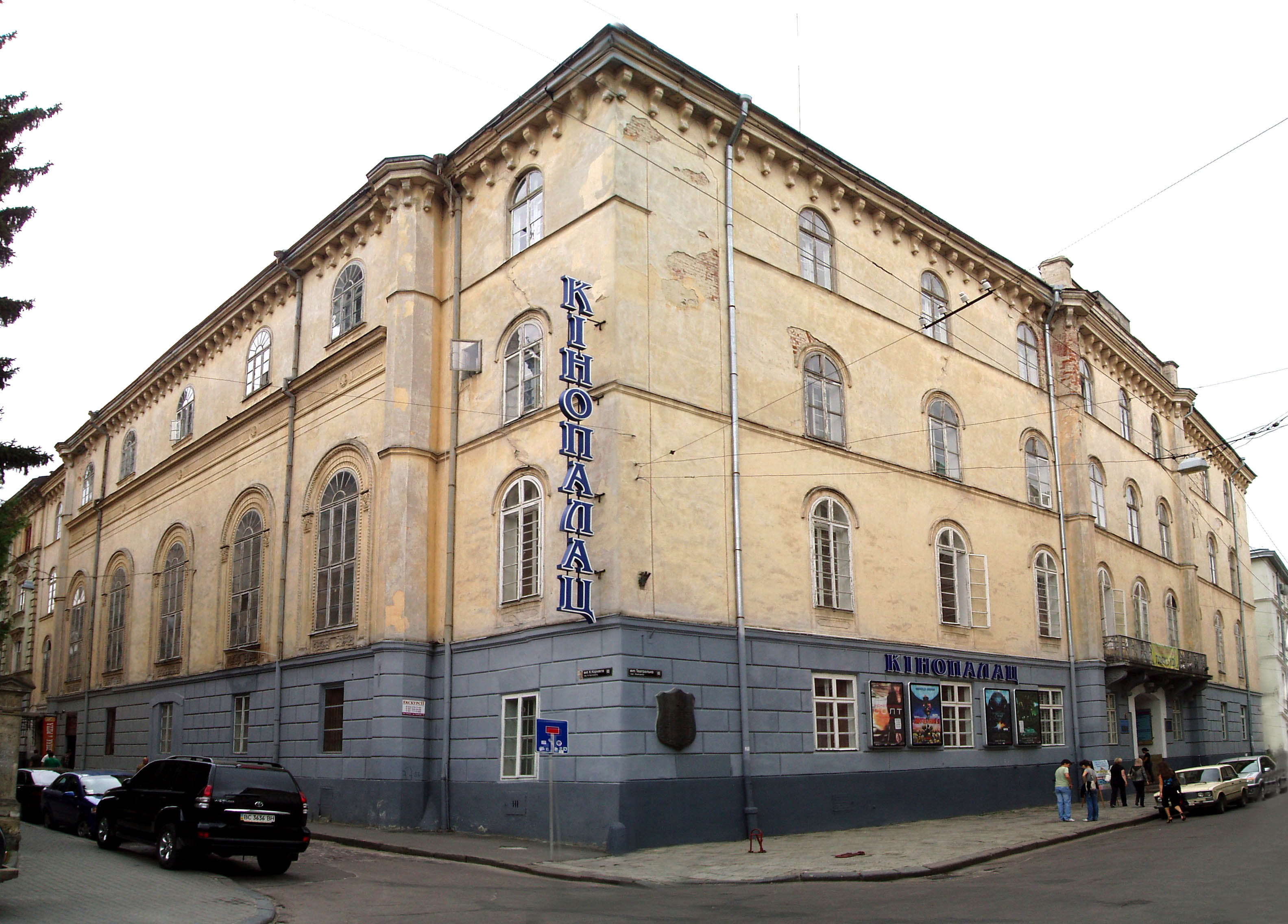
Budynek Narodnego Domu we Lwowie

Narodnyj Dim we Lwowie – jedna z najstarszych ukraińskich instytucji kulturalno-oświatowych, utworzona w 1849 we Lwowie dzięki staraniom Głównej Rady Ruskiej, a szczególnie księdza Lwa Treszczakiwśkiego.
Dom Ludowy (Narodnyj Dim) powstał w wyniku przebudowania dawnego klasztoru i kościoła trynitarzy w latach 1851–1864 (architekci: Wilhelm Schmidt i Sylwestr Hawryszkewycz). Od 1784 r. pomieszczenia potrynitarskie zajmował Uniwersytet Lwowski, podczas stłumienia powstania przez Austriaków w 1848 zabudowania uniwersyteckie spłonęły, rok później – w 1849 – zniszczony budynek został przez Namiestnictwo Galicji ofiarowany Domowi Ludowemu wraz z działką.
W ramach Domu działała Matyca Hałycko-Ruska.
Od lat 70. XIX wieku Dom stał się przedmiotem walki pomiędzy ugrupowaniami moskalofilskimi a ukraińskim ruchem narodowym.
Podczas okupacji Galicji przez wojska rosyjskie w latach 1914–1915 część biblioteki ND wywieziono do Rosji,  a w czasie walk o Lwów zaginęła kolekcja numizmatów. Od 1 do 22 listopada 1918 znajdował się tutaj sztab ukraińskich sił zbrojnych próbujących opanować Lwów.
Narodnyj Dom wydawał czasopismo „Wistnyk Narodnoho Doma” (ukr. Вісник Народного Дома), w latach 1883–1914 jako miesięcznik, po 1921 nieregularnie. Redaktorem „Wistnyka” był Pyłyp Swystun.
Od 1935 rządowym komisarzem Narodnego Domu został Michał Baczyński. W dwudziestoleciu międzywojennym ND prowadził głównie działalność muzealno-archiwalną. W składzie ND działały: biblioteka (w 1924  około 120 tysięcy książek, w tym 5 tysięcy rękopisów I dokumentów), muzeum archeologiczno-historyczne (z galerią obrazów) i muzeum przyrodnicze.
Po agresji ZSRR na Polskę i aneksji Lwowa przez ZSRR okupacyjne władze sowieckie zlikwidowały Narodnyj Dim. Jego pozostałe zbiory przekazano do biblioteki Akademii Nauk USRR i zreorganizowanych lwowskich muzeów.